# Truellum benguetense
Truellum benguetense är en slideväxtart som först beskrevs av Elmer Drew Merrill, och fick sitt nu gällande namn av Jiří Soják. Truellum benguetense ingår i släktet Truellum och familjen slideväxter. Inga underarter finns listade i Catalogue of Life.